# Accademia brasiliana delle scienze
L'Accademia brasiliana delle scienze (portoghese: Academia Brasileira de Ciências or ABC) è l'accademia nazionale del Brasile. Ha sede nella città di Rio de Janeiro ed è stata fondata il 3 maggio 1916.

## Presidenti
Fonte: Brazilian Academy of Sciences
- 1916-1926 Henrique Charles Morize
- 1926-1929 Juliano Moreira
- 1929-1931 Miguel Osório de Almeida
- 1931-1933 Eusébio Paulo de Oliveira
- 1933-1935 Arthur Alexandre Moses
- 1935-1937 Álvaro Alberto da Mota e Silva
- 1937-1939 Adalberto Menezes de Oliveira
- 1939-1941 Inácio Manuel Azevedo do Amaral
- 1941-1943 Arthur Alexandre Moses
- 1943-1945 Cândido Firmino de Melo Leitão
- 1945-1947 Mario Paulo de Brito
- 1947-1949 Arthur Alexandre Moses
- 1949-1951 Álvaro Alberto da Mota e Silva
- 1951-1965 Arthur Alexandre Moses
- 1965–1967 Carlos Chagas Filho
- 1967–1981 Aristides Pacheco Leão
- 1981–1991 Maurício Peixoto
- 1991–1993 Oscar Sala
- 1993–2007 Eduardo Krieger
- 2007-2016 Jacob Palis Jr.
- 2016– Luiz Davidovich

## Membri importanti
L’ABC ha una lunga serie di membri nazionali e internazionali, tra i quali:
- Alain Meunier
- Alexander Kellner
- Amir Ordacgi Caldeira
- Aziz Nacib Ab'Saber
- Carl Djerassi
- Carlos Henrique de Brito Cruz
- Charles D. Michener
- Chen Ning Yang
- Chintamani Nagesa Ramachandra Rao
- Claude Cohen-Tannoudji
- Constantino Tsallis
- Crodowaldo Pavan
- D. Allan Bromley
- David Goldstein
- David Henry Peter Maybury-Lewis
- Edmundo de Souza e Silva
- Eduardo Moacyr Krieger
- Eduardo Oswaldo Cruz
- Elon Lages Lima
- Ernst Wolfgang Hamburger
- Harold Max Rosenberg
- Henry Taube
- Jayme Tiomno
- Jean-Christophe Yoccoz
- Jens Martin Knudsen
- John Campbell Brown
- José Goldemberg
- Walter S. Leal
- José Leite Lopes
- Luiz Pinguelli Rosa
- Marco Antonio Zago
- Marcos Moshinsky
- Maurício Rocha e Silva
- Mayana Zatz
- Mildred S. Dresselhaus
- Nicole Marthe Le Douarin
- Nivio Ziviani
- Norman Ernest Borlaug
- Nuno Álvares Pereira
- Oscar Sala
- Oswaldo Frota-Pessoa
- Peter H. Raven
- Pierre Gilles de Gennes
- Ricardo Renzo Brentani
- Richard Darwin Keynes
- Richard Williams
- Sérgio Henrique Ferreira
- Simon Schwartzman
- Stanley Kirschner
- Marcos Nogueira Eberlin
- Warwick Estevam Kerr
- William Sefton Fyfe